# Tratado de Jafa
O Tratado de Jafa, às vezes referido como Tratado de Ramla ou o Tratado de 1192 foi um acordo de trégua durante as Cruzadas. Foi assinado em 1 ou 2 de setembro de 1192 A.D. (20º dia do Sha'ban de 588 AH) entre o líder muçulmano Saladino e Ricardo I, Rei da Inglaterra, pouco depois da Batalha de Jafa, entre julho e agosto de 1192. O tratado, negociado com a ajuda de Balião de Ibelin, garantiu uma trégua de três anos entre os dois exércitos. Ele foi o responsável pelo fim da Terceira Cruzada.

## Deliberações
O tratado abordou principalmente duas questões: o status de Jerusalém e os direitos de peregrinação dos cristãos, e a extensão da soberania do Reino de Jerusalém na Terra Santa. No primeiro aspecto, o tratado garantia a passagem segura de cristãos e muçulmanos através da Palestina, afirmando que Jerusalém permaneceria sob controle islâmico, enquanto estaria aberta a peregrinações cristãs.
No segundo aspecto, afirmava que os cristãos manteriam a costa de Tiro a Jafa, praticamente reduzindo o reino latino, que havia perdido quase todo o seu território na Batalha de Hatim (1187), a uma faixa costeira geopolítica que se estendia entre estas duas cidades. As fortificações de Ascalão seriam demolidas e a cidade devolvida a Saladino.
Nem Saladino nem o rei Ricardo gostavam do acordo, mas não tinham outra escolha. O governante muçulmano fora enfraquecido pelas provações e despesas da guerra e ambos tiveram de lidar com ameaças ao seu reino em casa. Ricardo deixou Acre em 9 de outubro de 1192.

## Tentativas de tratados
Após o Cerco do Acre, Ricardo e Saladino estabeleceram conversações sobre a conclusão da Terceira Cruzada. Essas cartas geralmente continham argumentos sobre propriedade religiosa e quem tinha direito à propriedade de Jerusalém. Nenhuma dessas tentativas realmente resultou em uma trégua real. Isso ocorreu até a criação do Tratado de Jafa devido à necessidade do rei Ricardo Coração de Leão retornar ao seu país, que estava em risco com sua prolongada ausência.

## Diferença do tratado de 1229
Em 1229, um tratado duplo semelhante foi assinado, um em Tell el-Ajjul e outro em Jafa, que juntos puseram fim à Sexta Cruzada. Os tratados de Jafa e Tell Ajul resolveu as disputas territoriais entre os governantes concorrentes da Aiúbida do Egito, Síria e vários principados menores, permitindo ao sultão Camil, do Egito, fechar um acordo diplomático com o líder da Sexta Cruzada, Imperador Frederico II.